# Rimantas Plungė
Rimantas Plungė (sinh ngày 23 tháng 2 năm 1944) là một vận động viên người Litva. Anh thi đấu môn bắn súng nam tại Thế vận hội Mùa hè năm 1972, đại diện cho nước Liên Xô.